# Superstrato
In linguistica un superstrato, o soprastrato, è la controparte di un substrato, o sostrato. Quando una lingua cerca di imporsi su un'altra senza riuscirci, la prima è detta superstrato e la seconda substrato. Il fenomeno implica due fasi: una coesistenza dei due idiomi e la scomparsa della lingua più recente, dopo aver lasciato un'impronta sulla lingua indigena.
Viene anche usato per descrivere un elemento linguistico imposto, simile a ciò che accadde all'inglese dopo il 1066 con la lingua normanna. Le parole neolatine e neogreche adottate dalle lingue europee (ma anche in molte altre lingue) per descrivere argomenti scientifici (anatomia, medicina, botanica, zoologia, ecc.) possono anche essere definite superstrato, anche se in quest'ultimo caso si potrebbe parlare altrettanto facilmente di adstrato.